# Свети Андрей Кириотисин
„Свети Андрей Кириотисин“ (на гръцки: Άγιος Ανδρέας της Κυριώτισσας) е късносредновековна православна църква в южномакедонския град Бер (Верия), Егейска Македония, Гърция. Храмът е част от енория „Свети Сава“, известна и като „Света Богородица Кириотиса“.

## История
Църквата е издигната през XV век и е най-малкият средновековен храм в града. Построена е като еднокорабен храм с дървен покрив, но по-късно е обновена и разширена. В интериора се пазят малко стенописи от времето на изграждането на храма. Повечето икони са подменени с нови в 1720 година.